# ساترالیزوماب
ساترالیزوماب (به انگلیسی: Satralizumab) نوعی آنتی‌بادی مونوکلونال است که هم‌اکنون مراحل تحقیق برای درمان نورومیلیت اپتیک (سندرم دویک) را می‌گذراند.